# Santa Cruz/Trindade e Sanjurge
Santa Cruz/Trindade e Sanjurge (llamada oficialmente União das Freguesias de Santa Cruz/Trindade e Sanjurge) es una freguesia portuguesa del municipio de Chaves, distrito de Vila Real.

## Historia
Fue creada el 28 de enero de 2013 en aplicación de una resolución de la Asamblea de la República de Portugal promulgada el 16 de enero de 2013 con la unión de las freguesias de Sanjurge y Santa Cruz - Trindade, pasando su sede a estar situada en el lugar de Cocana.

## Demografía
| Gráfica de evolución demográfica de Santa Cruz/Trindade e Sanjurge entre 2011 y 2021 |
|                                                                                      |
| Datos según el nomenclátor publicado por el INE portugués.                           |